# Dafnochóri
Dafnochóri är en ort i Grekland.   Den ligger i prefekturen Nomós Kilkís och regionen Mellersta Makedonien, i den norra delen av landet, 300 km norr om huvudstaden Aten. Dafnochóri ligger 121 meter över havet och antalet invånare är 112.
Terrängen runt Dafnochóri är huvudsakligen platt, men söderut är den kuperad. Runt Dafnochóri är det ganska tätbefolkat, med 58 invånare per kvadratkilometer. Närmaste större samhälle är Kilkis, 7,9 km nordost om Dafnochóri. Trakten runt Dafnochóri består till största delen av jordbruksmark.